# Паскевич, Елизавета Алексеевна
Графиня Елизавета Алексеевна Паскевич (светлейшая княгиня Варшавская; урождённая Грибоедова; 1791 — 30 апреля 1856) — жена фельдмаршала графа И. Ф. Паскевича, статс-дама, пожалованная большим крестом ордена Святой Екатерины.

## Биография
Дочь статского советника Алексея Фёдоровича Грибоедова (1769—1833) от первого брака с княжной Александрой Сергеевной Одоевской (1767—1791). По отцу приходилась двоюродной сестрой писателю и дипломату А. С. Грибоедову; по матери — В. Ф. Одоевскому и была в дальнем родстве с Пушкиным. В 1796 году овдовевший А. Ф. Грибоедов женился на Анастасии Семеновне Нарышкиной (1777—1860), но брак этот был не особо удачным.
Детство своё и молодость Елизавета Алексеевна провела в Москве или в богатом имении отца своего Хмелита Смоленской губернии, где был домашний театр и цыганский хор. Частыми гостями в усадьбе были Уваровы, Якушкины, Шереметевы, Разумовские, Хомяковы, Татищевы, Радищевы и Нахимовы. Получила хорошее домашнее образование под руководством француза аббата Боде, англичанина Адамса и учителя рисования немца Майера. Была талантливой виолончелисткой и её выступления в доме отца собирали всю музыкальную Москву, где Грибоедовы жили открыто и умело развлекали весь город.
В январе 1817 года вышла замуж за 35-летнего генерал-лейтенанта Ивана Фёдоровича Паскевича и принесла ему в приданое хорошее состояние (около 1 500 душ крестьян в Смоленской губернии). Венчание состоялось в Казанском храме в имении Хмелита в присутствие всего местного генералитета. После свадьбы супруги жили в Смоленске, где Паскевич командовал дивизией, но уже летом он получил рескрипт сопровождать великого князя Михаила Павловича в его путешествии по России и по Европе, которое продолжалась более двух лет. Елизавета Алексеевна оставалась в Москве и жила у отца.
В последующие годы она почти не расставалась с мужем и сопровождала его во всех его служебных назначениях. Жила с ним в Вильне, в Тифлисе и в Варшаве, разделяя с мужем его возвышение и почести. В декабре 1823 года в виде исключения при обручении великого князя Михаила Павловича была пожалована орденом св. Екатерины меньшего креста. 16 июня 1829 года, пожалована была статс-дамой и, наконец, 25 мая 1846 года получила орден св. Екатерины первой степени. Император Николай I свои письма к Паскевичу часто заканчивал словами: «целую ручки княгине».
Паскевич, как замечали современники, была «рослая и полная брюнетка, внешне некрасива, с резкими чертами лица, но с приятными выразительными глазами, в манерах её было изрядное благородство и спокойствие». В обществе её считали высокомерной и находили дамой властной и своенравной, оказывающей на мужа большое влияние. По словам О. С. Павлищевой, в период наместничества Паскевича в Царстве Польском «её светлость Елизавета Алексеевна была там ни больше ни меньше как её величество Александра Фёдоровна в Петербурге». Причем в своем салоне с польскими дамами она была груба, а между тем в будуаре поверяла графине Ржевуской, такие тайны, которые вредили России.
Брак её был удачным, она искренне любила своего супруга и ненадолго его пережила. Скончалась в Берлине 30 апреля 1856
года от воспаления легких, на руках сына и дочери Лобановой-Ростовской. Была похоронена рядом с мужем в селе Ивановском (бывшем Демблине). В 1889 году их останки были перезахоронены в семейной усыпальнице князей Паскевичей, выстроенной сыном в Гомеле.

## Дети
- Михаил (11.12.1817[15]—1818), похоронен в усыпальнице в имении Хмелита.
- Александра (1821—05.06.1844[16]), фрейлина двора (10.09.1828), в июне 1838 года в Варшаве вышла замуж за Петра Александровича Балашова (13.01.1811—30.01.1845), флигель-адъютанта Паскевича. Брак состоялся против воли её родителей, так как жених был чахоточным, и болезнь эта вскоре перешла на жену. Оба супруга умерли совсем молодыми. Александра Ивановна умерла в Риме и была похоронена на кладбище Тестаччо. 25 августа 1845 года её тело вместе с прахом мужа было отправлено в Санкт-Петербург. Ныне супруги покоятся в церкви села Покровского, называемого Шапки, Шлиссельбургского уезда. У них были сыновья — Николай, Михаил, Иван.
- Анастасия (1822—1892), фрейлина двора (1837), с 22 февраля 1850 года жена флигель-адъютанта князя М. Б. Лобанова-Ростовского (1819—1858) (старший брат будущего министра иностранных дел); их дочь Мария за егермейстером В. В. Скарятиным.
- Анна (1822—18.11.1901[17]), близнец, фрейлина двора (1837), жена генерал-майора князя М. Д. Волконского (1811—1875). Брак её был неудачным. Жила постоянно в Париже вдали от мужа и дочери, где её был серьезно увлечен барон Шарль Де-Бер. Умерла от воспаления легких, похоронена на кладбище Пер-Лашез. Но затем перезахоронена, согласно завещанию, рядом с родителями в гомельской фамильной часовне-усыпальнице. Её дочь Елизавета (1843—1921), стала женой князя Анатоля Куракина (1845—1936).
- Фёдор (1823—1903), генерал-лейтенант, единственный наследник, в браке с графиней Ириной Воронцовой-Дашковой детей не было.

- Дети
- Александра
- Анастасия
- Анна
- Фёдор